# Härkäsaari (ö i Norra Karelen, Joensuu, lat 62,51, long 29,57)
Härkäsaari är en halvö i Finland. Den ligger i sjön Pyhäselkä och i kommunen Libelits i den ekonomiska regionen  Joensuu ekonomiska region  och landskapet Norra Karelen, i den sydöstra delen av landet, 400 km nordost om huvudstaden Helsingfors.